# Лехуа
Лехау (англ. Lehua) — невеликий острів у формі півмісяця в Гавайських островах, 1,1 км на північ від Нііхау, на захід від Кауаї. Безлюдний безплідний острів площею 1,15 км2 є туфовий конус, який є частиною діючого вулкана Нііхау. Лехуа був одним із перших п'яти островів, які побачив капітан Джеймс Кук у 1778 році і назвав їх «Оріхоуа»
Легай (найвищий пункт 215 м над рівнем моря) — державний заповідник птахів. Оскільки острів є заповідником з обмеженим доступом, будь-яка діяльність на острові заборонена без дозволу. Громадський доступ на острів обмежено до районів, які знаходяться нижче позначки припливу. Тут проживає  щонайменше 17 видів морських птахів. Популяція європейських кроликів жила на острові багато років, але була вивезена в 2005 році. Полінезійські щури, вперше задокументовані на острові в 1930-х роках, були оголошені знищеними в 2021 році.
Коли погодні умови та хвилі дозволяють переходити з Кауаї, Лехуа є місцем для снорклінгу та підводного плавання. Він також добре відомий незвичайним геологічним утворенням під назвою «замкова щілина». Розташована в одному з вузьких рукавів півмісяця, це висока, тонка виїмка, вирізана з одного боку, аж до іншої сторони руки. Берегова охорона Сполучених Штатів підтримує Лехуа-Рок-Лайт (маяк) на Каунуакалі, на найвищій точці острова (215 м).

## Збереження та відновлення
На острові Лехуа проживає  одна з найбільших і найрізноманітніших колоній морських птахів на головних Гавайських островах із 17 видами морських птахів і 25 місцевими рослинами (14 з них ендеміки Гаваїв, які не зустрічаються більше ніде у світі), що мешкають на крутих, скелястих, продуваються вітрами схилах крихітного острова. Лехуа є важливою частиною корінної гавайської культури; громада Нііхау збирає морські блюдечка (лімпетів) у прилеглих морських водах, а на острові є кілька важливих місцевих гавайських культурних місць.
Інвазивні щури шукали їжу на місцевих рослинах і насінні, що поставило під загрозу всю екосистему. Цей вплив сприяв ерозії, яка, у свою чергу, може погіршити прибережні морські та коралові екосистеми, а також вплинуло негативно і на рибальство. Місцеві птахи, такі як буревісник Ньюелла, який перебуває під загрозою зникнення, ймовірно, перестали розмножуватися на острові Лехуа через хижацтво щурів. Менші морські птахи, які гніздяться відкрито, такі як крячки, були відсутні  на Лехуа (за винятком невеликої кількості знайдених у морських печерах), що є також ймовірно свідченням впливу хижацтва щурів. Інвазивні щури спустошили інших птахів, яким загрожує зникнення.
У серпні 2017 року Відділ лісового господарства та дикої природи DLNR (DOFAW) спільно з компанією Island Conservation, партнером по реалізації проекту, застосували приманки з повітря з додатковим ручним нанесенням для знищення немісцевих інвазивних щурів. Ознаки відновлення популяцій морських птахів були виявлені після ліквідації.

## Зовнішні посилання
- Hawaii Department of Land and Natural Resources. (12 January 2010). Rules Regulating Wildlife Sanctuaries (PDF). In, Hawaii Administrative Rules, § 13–126.
- Hawaiian Volcano Observatory. (29 September 1995). "Oʻahu, Niʻihau, and Kauaʻi". Volcano Watch.
- Lehua Island Ecosystem Restoration Project
- Final Environmental Assessment - Lehua Island Restoration (8 October 2005)